# Aden-Alexandre Houssein
Aden-Alexandre Houssein, né le 28 mars 1998  à Djibouti, est un judoka djiboutien.
Etudiant en management, cet habitant du Pré-Saint-Gervais licencié au Red Star Club Montreuil (qui compte également une autre judokate à Tokyo, Marie Branser, dans la délégation de la République démocratique du Congo) est le porte-drapeau de la délégation djiboutienne lors de la cérémonie d'ouverture des Jeux de Tokyo.

## Palmarès
| Année | Compétition            | Lieu         | Résultat | Catégorie      |
| ----- | ---------------------- | ------------ | -------- | -------------- |
| 2019  | Championnats d'Afrique | Le Cap       | 3e       | Moins de 73 kg |
| 2019  | Jeux africains         | Rabat        | 3e       | Moins de 73 kg |
| 2020  | Championnats d'Afrique | Antananarivo | 3e       | Moins de 73 kg |
| 2024  | Jeux africains         | Accra        | 3e       | Moins de 73 kg |